# Shelley Gautier
Shelley Gautier, née le 31 octobre 1968 à Niagara Falls, est une multimédaillée canadienne en paracyclisme.
Aux Championnats du monde de paracyclisme sur route UCI de 2010 à 2022, elle remporte 16 médailles d'or. Shelley Gautier remporte une médaille d'argent au contre-la-montre mixte sur route lors des Jeux parapanaméricains de 2011 et de 2015. En tant que compétitrice paralympique, elle remporte une médaille de bronze aux Jeux paralympiques d'été de 2016 lors du contre-la-montre féminin. Outre le paracyclisme, Shelley Gautier concourt également en voile handisport.

## Biographie

### Jeunesse
Shelley Gautier naît le 31 octobre 1968 à Niagara Falls, en Ontario. Elle passe un baccalauréat spécialisé en éducation physique à l'Université Western Ontario puis obtient un diplôme en physiothérapie à l'Université de Toronto.

### Carrière
Shelley Gautier commence sa carrière sportive alors qu'elle est à l'université. Après une blessure à la tête et un coma en 2001, elle reçoit un diagnostic d'hémiparésie du côté droit de son corps. Après sa blessure, Shelley Gautier se lance dans la compétition de voile handisport avant de se diriger vers le paracyclisme. Au cours de sa carrière de navigatrice, elle remporte l'épreuve Silver Fleet lors de la Mobility Cup de 2006 et est présidente de l'Association de voile handisport de l'Ontario de 2006 à 2007.
En paracyclisme, Shelley Gautier remporte plusieurs médailles d'or dans les épreuves de contre-la-montre et de course sur route aux Championnats du monde de paracyclisme sur route UCI de 2010 à 2015. Elle remporte de nouveau l'or lors des courses sur route et des contre-la-montre des Championnats du monde de paracyclisme sur route UCI de 2017 et de 2018,. Lors des Championnats du monde de paracyclisme sur route UCI de 2019, elle remporte l'argent lors de la course sur route et le bronze lors du contre-la-montre. Aux Championnats du monde de paracyclisme sur route, Shelley Gautier remporte la course sur route et le contre-la-montre,. Lors des Championnats du monde de paracyclisme sur route de 2022, elle décroche le bronze au contre-la-montre et termine dernière de la course sur route.
En dehors des compétitions de l'UCI, Shelley Gautier remporte une médaille d'argent aux Jeux parapanaméricains de 2011 et de 2015 dans les épreuves de contre la montre mixtes. Après n'avoir remporté aucune médaille aux Jeux paralympiques d'été de 2012, Shelley Gautier décroche une médaille de bronze dans l'épreuve féminine de contre la montre aux Jeux paralympiques d'été de 2016. Shelley Gautier ne remporte aucune médaille lors des Jeux paralympiques d'été de 2020. Outre les compétitions, elle crée la Fondation Para-Sport Shelley Gautier au milieu des années 2010.